# Nihil morte certius
Nihil morte certius è una locuzione latina che significa: "(Non c'è) niente di più certo della morte".
Talvolta viene così completata: Nihil certius morte hora autem mortis nihil incertius, che significa "Niente è più certo della morte ma niente vi è di più incerto della sua ora".
La frase fu usata soprattutto nel periodo medioevale dalla Chiesa cattolica per spiegare ai fedeli i novissimi (che sono: la morte, il giudizio, l'Inferno ed il Paradiso). Ma è di origine classica: cfr. Seneca, Ad Lucilium 26.7 ovvero Cicerone De senectute 20.74.